# Liste der Naturdenkmäler in St. Martin in Passeier
Die Liste der Naturdenkmäler in St. Martin in Passeier (italienisch San Martino in Passiria) enthält die acht als Naturdenkmal ausgewiesenen Objekte auf dem Gebiet der Gemeinde St. Martin in Passeier in Südtirol.
Basis ist das im Internet einsehbare offizielle Verzeichnis der Naturdenkmäler in Südtirol (Stand: 23. Januar 2015). Dabei kann es sich um botanische, geologische oder hydrologische Naturdenkmäler handeln. Die Reihenfolge in dieser Liste orientiert sich an der ID, alternativ ist sie auch nach dem Namen sortierbar.

## Liste
| Foto |                 | Name                                       | Standort                     | Beschreibung                               |
| ---- | --------------- | ------------------------------------------ | ---------------------------- | ------------------------------------------ |
| ja   | Datei hochladen | Wasserfall Kalmtal ID: 082_G01             | 46° 46′ 15″ N, 11° 12′ 33″ O | Hydrologisches Naturdenkmal: Wasserfall    |
| ja   | Datei hochladen | Eiszeitfindlinge ID: 082_G02               | 46° 46′ 58″ N, 11° 13′ 21″ O | Geologisches Naturdenkmal: Eiszeitfindling |
| BW   | Datei hochladen | Wasserfall unter Sackler Mühle ID: 082_G03 | 46° 47′ 12″ N, 11° 13′ 9″ O  | Hydrologisches Naturdenkmal: Wasserfall    |
| BW   | Datei hochladen | 2 Kastanienbäume ID: 082_G04               | 46° 47′ 37″ N, 11° 13′ 47″ O | Botanisches Naturdenkmal: Kastanie         |
| BW   | Datei hochladen | Auwald Quellenhof ID: 082_G05              | 46° 44′ 44″ N, 11° 12′ 28″ O | Hydrologisches Naturdenkmal: Auwald        |
| ja   | Datei hochladen | 1 Linde ID: 082_G06                        | 46° 48′ 57″ N, 11° 12′ 5″ O  | Botanisches Naturdenkmal: Linde            |
| BW   | Datei hochladen | 1 Birnbaum ID: 082_G07                     | 46° 49′ 10″ N, 11° 12′ 58″ O | Botanisches Naturdenkmal: Birnbaum         |
| BW   | Datei hochladen | 1 Stechpalme ID: 082_G08                   | 46° 49′ 11″ N, 11° 13′ 1″ O  | Botanisches Naturdenkmal: Stechpalme       |

| Foto: | Fotografie des Naturdenkmals. Klicken des Fotos erzeugt eine vergrößerte Ansicht. Daneben finden sich zwei Symbole: |
| ID    | Identifikator bei der Abteilung Natur, Landschaft und Raumentwicklung der Südtiroler Landesverwaltung               |